# Stiga
Stiga – szwedzka marka producenta maszyn ogrodniczych, w tym m.in.: kosiarek, traktorków ogrodowych, urządzeń do odśnieżania oraz sprzętu sportowego do gry w tenisa stołowego i hokeja.

## Historia

### Przed II wojną światową
6 marca 1934 Stig Hjelmquist założył spółkę Fabriksprodukter. Siedziba główna znajdowała się w mieście Tranås, a początkową ofertę stanowiły wyroby z bakelitu. W 1935 przejął przedsiębiorstwo sprzedające sprzęt przeznaczony do sportów wodnych. Asortyment produktów oferowanych przez spółkę został powiększony o kajaki i deski surfingowe. W 1938 spółka rozpoczęła produkcję akcesoriów sportowych: sprzętu do ping-ponga i badmintona. Stig Hjelmquis nawiązał współpracę z producentami broni pneumatycznej.

### Podczas II wojny światowej
W 1939 spółka Fabriksprodukter została przekształcona w nową, o nazwie Stigma (później nazwę zmieniono na Stiga). W 1943 Stigma rozpoczęła produkcję sprzętu do tenisa stołowego sygnowanego własnym logo: stołów, piłek, rakietek, siatek oraz systemu mocowania. W 1944 przedsiębiorstwu została przyznana wyłączność na sprzedaż piłeczki tenisowej, zaakceptowanej do wykorzystywania w zawodach przez Swedish Table Tennis Association (Szwedzki Związek Tenisa Stołowego).

### Po II wojnie światowej
W 1949 roku nastąpiła zmiana nazwy ze Stigma na aktualną nazwę Stiga, natomiast w 1954 przedsiębiorstwo rozpoczęło produkcję silnikowych kosiarek do trawy. Do końca lat 50. oferta Stigi została rozszerzona o traktory ogrodowe.  W 1957 – powstała gra Stiga mini Hockey. W  1958 rozpoczęto produkcję kosiarek spalinowych, a w roku 1964 ich produkcja sięgała już 400 egzemplarzy dziennie. Na rynek została wprowadzona nowa generacja urządzeń tnących: kosiarki akumulatorowe. W 1971 zostały otwarte zagraniczne filie przedsiębiorstw: w Wielkiej Brytanii (Londyn) i w Finlandii (Helsinki). W 1974 asortyment Stigi został uzupełniony o traktory ogrodowe z przednim agregatem tnącym: Park 2000. 4 czerwca 1976 król Karol XVI Gustaw dokonał inauguracji nowej fabryki kosiarek Stiga. W 1978 Stig Hjelmquist odszedł na emeryturę. W tym samym roku  władze gminy Tranås ustanowiły nagrodę "Złotego medalu Stiga Hjelmquista" za wybitne wyniki sportowe. W 1981, w wyniku reorganizacji przedsiębiorstwa, utworzone zostały 3 odrębne działy produktów Stiga: ogrodnictwo, sport, broń. W 1984 powstała marka Stiga Table Tennis, należąca do przedsiębiorstwa Stiga Sports Ltd. W 1985 do sprzedaży zostały wprowadzone nowe generacje kosiarek Stiga: Multiclip (wyposażone w funkcję mulczowania). Rok później Stiga stała się największym producentem kosiarek w Europie dzięki budowie nowych zakładów oraz przejęciu innych spółek. W1988 zaprezentowano sterowanego radiem robota koszącego Autoclip.

### W latach 90. XX w.
W 1994  na rynek została wprowadzona kosiarka traktorowa zasilana akumulatorem: Stiga Garden. W 1995 kosiarki Stiga zostały wyróżnione znakiem „Nordyckiego Złotego Łabędzia”, przyznawanego produktom spełniającym kryteria środowiskowe Stowarzyszenia Ministrów Krajów skandynawskich dla materiałów, produkcji i funkcji. W 1999 oferta przedsiębiorstwa została powiększona o nową linię traktorów ogrodowych: Park.

### Od 2000 roku
W roku 2000 Stiga połączyła się z producentem kosiarek Castelgarden oraz producentem pilarek oraz wykaszarek Alpina Professional & Garden. Wspólnie utworzyły grupę Global Garden Products, specjalizującą się w produkcji i sprzedaży sprzętu ogrodniczego. W latach 2004–2012 asortyment marki Stiga został uzupełniony o nowe technologie (hydrauliczny napęd na cztery koła (4WD), hydrostatyczny układ kierowniczy) oraz maszyny (traktory ogrodowe z serii Tytan, nową generację robotów koszących Autoclip). W 2013 premierowy model traktora ogrodowego z linii Park został wyróżniony nagrodą „Red Dot Award: Product Design 2013”. W 2014 minęła 80. rocznica utworzenia marki Stigado, do stałej oferty dołączona zostaje nowa linia kosiarek wielofunkcyjnych „Anniversary”, których nazwa nawiązuje do tej rocznicy. W 2015 w regularnej sprzedaży pojawiły się nowe produkty Stiga: traktor ogrodowy Park PRO, urządzenia akumulatorowe 48 V oraz nowy model kosiarki z serii Multiclip – 47 z zestawem mulczującym. W 2016 asortyment Stiga został rozszerzony o nowy model traktora ogrodowego Park z systemem QuickFlip, urządzenia akumulatorowe 80 V, kosiarki spalinowe Autoclip 200 i Twinclip. Wprowadzono także na rynek nową markę: Stiga Play. W 2017 GGP Group zmieniła nazwę na Stiga Group, zaprezentowane zostały również nowe generacje traktorów ogrodowych (Tornado, Front Mover z funkcją zbierania do kosza MPV, Zero Turn), pilarek spalinowych, urządzeń akumulatorowych (24 V, 48 V, 80 V) oraz robotów koszących. 

## Stiga Ogród
Szwedzka marka, należąca do międzynarodowej grupy Stiga Group (wcześniej GGP Group) – producenta sprzętu ogrodniczego. Siedziba firmy znajduje się w Castelfranco Veneto, Treviso (Włochy) i posiada 13 europejskich oddziałów (Austria, Włochy, Benelux, Czechy, Dania, Finlandia, Francja, Niemcy, Norwegia, Polska, Szwecja, Wielka Brytania, Bałkany). Stiga prowadzi dystrybucję swoich produktów w ponad 70 krajach na całym świecie. 
Produkty:
- kosiarki
- roboty koszące
- urządzenia bezprzewodowe akumulatorowe
- frontmovery
- traktory
- kosy i podcinarki
- pilarki łańcuchowe
- sekatory
- rozdrabniacze
- glebogryzarki
- wertykulatory
- dmuchawy
- zamiatarki
- myjki wysokociśnieniowe

## Stiga Sport
Szwedzka marka, włączona do sekcji STIGA Games. Stiga Sport zajmuje się produkcją artykułów sportowych. Marka rozpoczęła swoją działalność w 1938 roku od produkcji sprzętu do tenisa stołowego. W 1944 do asortymentu dodano hokeja stołowego. W 1966 roku marka działała pod nazwą BAND, by w później przejść rebranding na STIGA SPORTS AB. W 1983 roku firma rozpoczęła sprzedaż asortymentu do tenisa stołowego pod marką STIGA. Od 2006 roku STIGA została włączona do sekcji STIGA Games.